# Badische Schneckensuppe

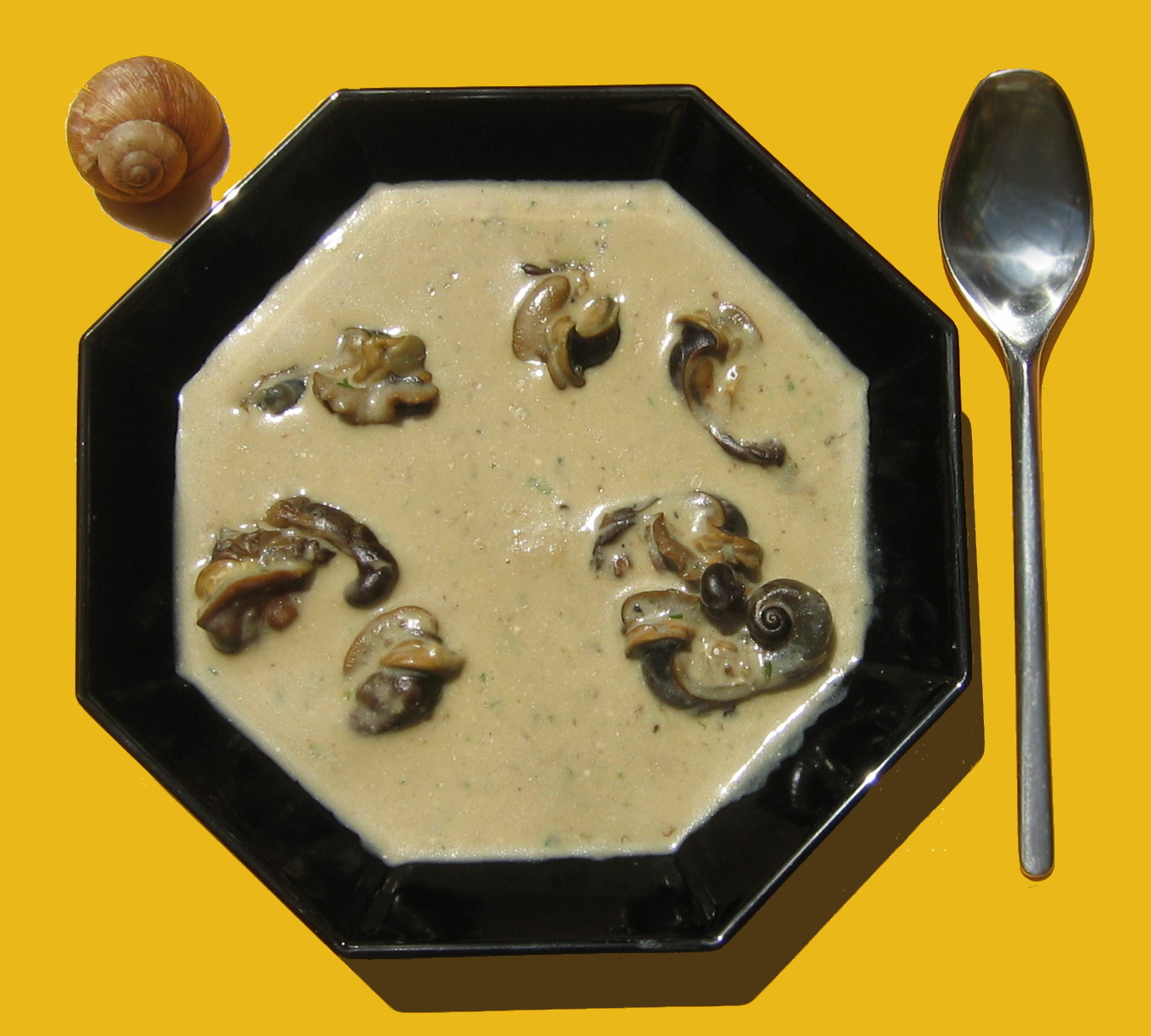
Badische Schneckensuppe

Badische Schneckensuppe ist ein traditionelles Gericht der badischen Küche und in ähnlicher Form der französischen Küche. Zu den Zutaten gehören neben Weinbergschnecken auch Schalotten.
Zur Zubereitung werden Schalotten und Knoblauch sowie feingeschnittenes Gemüse wie Lauch, Möhre und Sellerie in Butter angeschwitzt, denen dann auch die feingehackten Schnecken zugegeben werden. Anschließend wird Brühe angegossen, mit saurer Sahne gebunden sowie mit feingehacktem Kerbel und Weißwein abgeschmeckt.